# Ninan Cuyuchi
Ninan Cuyuchi o Ninan Coyuchi (en ortografía quechua contemporánea: Ninan Kuyuchi, 1490 - 1527) fue el hijo mayor del Inca Huayna Cápac; como Auqui del Imperio incaico, era el heredero legítimo del imperio al ser el primero en la línea de sucesión.
En el incanato, la sucesión de monarquía no era siempre para el hijo mayor, como asumían los europeos recién llegados, que pensaban que la sucesión sería igual a sus países de origen. En el incanato, los monarcas tenían muchas vírgenes del sol a su disposición, y no había el concepto de «legitimidad», sino que se escogía al más fuerte, más inteligente, o al heredero más obediente y congraciado con el padre. De ahí que las madres de estos niños, compitieran entre ellas, en situaciones que incluían complot de unas contra otras; para que su hijo fuera el elegido. Había esposas preferidas, pero no necesariamente sus hijos serían los escogidos. Un ejemplo muy notable es el de Huáscar.

## Biografía
Poco se sabe de la vida de este candidato al trono de los incas y las noticias que nos han llegado son muchas veces contradictorias y confusas. Sabemos con certeza que no logró consolidar su derecho al trono ya que murió, pocos días después de su designación, a consecuencia de la misma enfermedad que había golpeado a su padre Huayna Cápac y que los historiadores modernos identifican como una epidemia de viruela.
De acuerdo con la crónica conocida como Manuscritos de Chuquibamba, el inca Huayna Cápac y su hijo Ninan Cuyuchi habrían sido envenenados. El profesor Stefan Ziemendorff de la Universidad de Rostock, Alemania, realiza una serie de estudios al respecto, sin embargo tal vez nunca se sepa qué ocurrió en realidad. 
La edad de Ninan Cuyuchi en el momento de su fallecimiento es un misterio. La mayoría de los cronistas españoles de la época han recogido una versión que quiere que sea muy joven, incluso un bebé según algunos, y atribuyen su elección, como heredero designado, al delirio de Huayna Cápac que, ya en agonía, no estaba en condiciones de entender y querer. Según estas historias, el soberano, sintiéndose agonizante, habría señalado a su sucesor en Ninan Cuyuchi, pero los emisarios enviados a traer la noticia de su elección al príncipe lo encontraron muerto y cuando retornaron a Tomebamba descubrieron que el inca también había muerto. El lugar de su muerte nos es desconocido, pero no debe haber sido muy lejos de Quito, ya que, según informes, los emisarios del Inca moribundo hicieron el viaje de ida y vuelta en unos tres días, desde la cabecera del Huayna Cápac a la de su potencial heredero.
Autores americanos de las Informaciones a Vaca de Castro argumentan en cambio que Ninan Cuyuchi, ya adulto, habría sido golpeado por la enfermedad, que debió ser fatal, mientras se preparaba para pelear contra su hermano Huáscar quien, siendo el gobernador del Cuzco, estaba a punto de apoderarse del imperio.
No sabemos con exactitud el linaje de Ninan Cuyuchi, pero la madre debió ser una ñusta de sangre real, de lo contrario no se habría justificado su elección. Guaman Poma de Ayala la identifica como una noble cuzqueña, del linaje de los Cayac, pero Bernabé Cobo, en cambio, la reconoce como la coya Cusirimay, primera esposa oficial de Huayna Cápac, lo que convertiría a Ninan Cuyuchi en el legítimo heredero del trono del inca.
Su muerte contribuyó indirectamente a crear las condiciones para las fatales guerras civiles que habrían ensangrentado el Imperio incaico y lo habrían entregado a los conquistadores españoles.